# Anreiz-Beitrags-Theorie
Die Anreiz-Beitrags-Theorie, im Englischen bekannt unter „Barnard-Simon Theory of Organizational Equilibrium“, ist eine Theorie der Arbeitsmotivation. Der Grundgedanke dieser Theorie ist es, ein Gleichgewicht zwischen dem „Anreiz“ (Entlohnung, Prestige) und dem „Beitrag“ (Arbeitsleistung) herzustellen bzw. aufrechtzuerhalten. Nur so kann die Organisation bestehen.
Die Anreiz-Beitrags-Theorie stellt neben dem Human-Relations-Ansatz einen wichtigen Teil der verhaltenswissenschaftlichen Organisationstheorie dar. Vorangegangene Ansätze (z. B.: Bürokratie-Ansatz, Administrativer-Ansatz, …) werden unter dem Begriff der klassischen Organisationstheorie zusammengefasst. Zeitlich nachfolgende Ansätze (z. B.: Humanressourcen-Ansatz, Strukturalistische Ansätze, …) werden dem modernen Organisationstheoriebegriff zugeordnet.
Wichtigste Vertreter sind Herbert A. Simon, James G. March und  Chester I. Barnard.

## Kernaussage
Zentrale Aussagen der Anreiz-Beitrags-Theorie sind:
- Das Unternehmen wird in diesem Kontext als ein kooperatives System interpretiert.
- Organisationen bewegen Individuen durch Anreize zur Teilnahme. Im Rahmen ihrer Teilnahme leisten Individuen Beiträge.
- Die Existenz einer Organisation hängt stark von der Bereitschaft der Mitglieder ab, Beiträge zu leisten und damit einen Kooperationsverbund zu bilden.
- Somit soll ein Gleichgewicht zwischen Anreizen und Beiträgen herrschen.
- Individuen leisten nur solange Beiträge, bis sie die gebotenen Anreize als mindestens gleich groß oder größer als ihre Beiträge wahrnehmen.
- Die Beiträge der Teilnehmenden stellen die Ressource dar, um sogenannte „Vergütungen“ oder „Entlohnung“ den Teilnehmenden als Anreiz zu bieten.
- Organisationen befinden sich nur solange im Gleichgewicht, wie die Beiträge ausreichen, so viele Anreize zu schaffen, dass die Individuen zu weiteren ausreichenden Beiträgen motiviert werden.

| Organisationsteilnehmer     | Beitrag                       | Anreiz                                        |
| --------------------------- | ----------------------------- | --------------------------------------------- |
| Kunden                      | Geld                          | Produkte, Dienstleistungen                    |
| Unternehmer                 | Risikoübernahme, Eigenkapital | Gewinne, „Erhaltungswerte“                    |
| Mitarbeiter                 | Zeit und Leistungskraft       | materiell: Entlohnung immateriell: „Prestige“ |
| Lieferanten                 | Produkte, Dienstleistungen    | Geld                                          |
| Führungskräfte (Management) | Zeit und Leistungskraft       | (im)materiell: „Erhaltungswerte“              |

„The individual is always the basic strategic factor in organization. Regardless of his history or his obligations he must be induced to cooperate, or there can be no cooperation“ (Barnard 1938)

## Interpretation und Weiterführung der Kernaussage
Damit lässt sich ableiten, dass die Überlebensfähigkeit von Organisationen davon abhängt, ob die Balance zwischen Befriedigung und Belastung hergestellt werden kann. Die Befriedigung der Teilnehmenden wird durch die subjektiven Motive und Bedürfnisse der einzelnen Individuen beeinflusst. Hinzu kommt, wie verschiedene mögliche Alternativen zur Befriedigung bewertet werden. Da Motive, Bedürfnisse und Alternativen ständigen Änderungen unterworfen sind, müssen die zur Verfügung gestellten Anreize stets angepasst werden. Somit muss sich ein Unternehmen, um überleben zu können, ständig den neuen Gegebenheiten anpassen. (Simon 1957)
Wie bereits dargestellt, stehen Anreize im Zusammenhang mit Bedürfnissen der einzelnen Individuen. Um Anreize zu schaffen, stehen nach klassischer Sichtweise vor allem materielle Bedürfnisse im Vordergrund. Nach der neoklassischen Sichtweise sind aber, laut Barnard auch immaterielle Bedürfnisse von Bedeutung. Barnard, Simon und March (Barnard/Simon 1976, March/Simon 1958) zählen einige immaterielle Bedürfnisse auf und weisen dabei aber darauf hin, dass es sich hierbei eher um mögliche Quellen für Anreize handelt, die nicht allgemein auf jede Organisation umzulegen sind, sondern auf die jeweilige Situation Rücksicht genommen werden muss.
Als Beispiel für eine Quelle nicht-materieller Beziehungen können soziale Beziehungen angeführt werden. Dabei sei auf den ersten Absatz verwiesen, der bereits den sogenannten „Human-Relations-Ansatz“ als eine beeinflussende Thematik der Anreiz-Beitrags-Theorie darstellt. (Barnard 1938)
Wie bereits erwähnt, spielen nicht nur materielle und nicht-materielle „Vergütungen“ im Entscheidungsprozess eines Individuums eine Rolle, auch die bereits erwähnten wahrgenommenen Alternativen sind entscheidend. Dieses Phänomen wurde von Simon und March auf Basis zeitgenössischer empirischer Forschung analysiert. (March/Simon 1958)
Barnard widmete sich im Weiteren der subjektiven Perspektive der Teilnehmenden. Er richtete dabei seine Aufmerksamkeit auf den Versuch, Bedürfnisse und Nutzenfunktionen von Individuen so zu beeinflussen, dass diese die angebotenen Vergütungen als ausreichende Anreize wahrnehmen.

## Kritik
Kritiker der Anreiz-Beitrags-Theorie beschreiben folgende Argumente als Schwachstellen der Theorie:
- Es ist nicht genau definiert, was Anreize und Beiträge sind.
- Die Trennung zwischen Anreizen und Beiträgen ist unscharf.
- Es werden keine konkreten Gestaltungsempfehlungen genannt.
- Die Anreiz-Beitrags-Theorie begünstigt einen psychologischen Reduktionismus (geschlossene  Betrachtung von einzelnen Elementen ohne Rücksichtnahme auf die Gesamtbedeutung).
- Die Anreize und Beiträge werden auf einen einzigen Nutzwert reduziert.
- Einzelne Merkmale der Teilnehmer werden nicht mit einbezogen (z. B.: Karriereplanung).
- Es wird nicht spezifiziert, welche Anreize und Beiträge in einer bestimmten Situation wichtig sind.